# Јулија од Арагона
Јулија Арагонска (итал. Giulia d'Aragona; Напуљ, 1492 — Валенсија, 10. март 1542) је била краљевска принцеза од Напуља, у браку маркиза од Монферата. Полусестра принцезе Шарлоте од Тарента, полусестра принца Фердинанда од Арагона од Калабрије и братаница краљице Беатрикс од Арагона, Мађарске краљице.

## Живот
Њен отац краљ Фридрих IV је другорођени син, напуљског краља Фердинанда I и принцезе Изабеле Кјаромонте од Тарента. Ње мајка је била принцеза Изабела Бацо од Андрије, ћерка принца Петра Балзоа (преминуо 1487. године) од Андрије и принцезе Марије Бацо–Орсини (1481. године) од Веносе. Јулија је била друго дете њених родитеља, од петоро деце коју су имали заједно. Њен брат Фердинанд постао је војвода од Калабрије и касније гувернер Валенсије. Њена полусестра, Шарлота, удала се за Гвида, грофу од Лавала.
Јулија и њена породица морали су неколико пута да беже из њеног дома. Прво 1495. године. Током похода француског краља Шарла VIII, затим у септембру 1501. године, услед заједничке интервенције француског краљ Луја  XII и краља Фернанда II Арагонског. Непосредно пре тога, међутим, могла је да упозна своју тетку, угарску краљицу Беатрикс од Арагона, која се вратила у своју земљу 16. марта 1501. године, након што је папа раздвојио од њеног другог мужа, краља Владислава II. Године 1501. њен отац је интерниран у Француску, док су њена мајка, краљица Изабела од Напуља, и њена браћа и сестре нашли уточиште код рођака краљице удовице у Ферари након очеве смрти.
Јулија се 29. априла 1533. године, удала за Јована Ђорђа, маркиза од Монферата, из породице Палеолога у Ферари. Међутим, њен муж је умро следећег дана у 45. години 30. априла 1533. године, током церемонијалног уласка пара у Казале, седиште маркизата Монферат. Био је последњи владар маркизата Монтферат из династије Палеолога. Након што маркиза Јулија није затруднела прве брачне ноћи, а ни копиле њеног мужа ни женски чланови породице нису могли да наследе престо, па је маркиза Јована Ђорђа, наследила сестра војвоткиња Маргарита (1510–1566), која је била сестра претходника маркиза Јована Ђорђа, Бонифација IV маркгрофа од Монферата (1512–1530), ћерка Вилијама IX маркгрофа од Монферата (1512–1530), и принцезе Ане Валоа (1492–1562) од Аленсона. Године 1536. царевом милошћу је њен муж војвода Фредерик II (1500–1540) од Мантове, кога је цар Светог римског царства Карло V већ подигао у чин војводе 1530. године, сада именован за маркгрофа од Монферата.
Јулијина мајка, изненада удовица, умрла је неколико недеља касније 22. маја 1533. године, у Ферари. Маркиза Јулија је потом отишла за братом у Валенсију, никада се није преудала и живела је тамо до своје смрти.